# Nader El-Sayed
Nader El-Sayed (en árabe: نادر السيد‎) (Dacalia, 31 de diciembre de 1972) es un exfutbolista egipcio que jugaba de portero. Jugó la mayor parte de su carrera en el Zamalek S. C. donde permaneció durante 6 temporadas y media, desde 1992 hasta 1998. También tuvo una etapa en el Al-Ahly, desde 2005 hasta 2006. Su último equipo fue el ENPPI Club.

## Carrera

### Club
| Periodo   | Club                       | Apariciones | Goles |
| --------- | -------------------------- | ----------- | ----- |
| 1992-1998 | Zamalek S. C.              | 103         | 0     |
| 1998-2000 | Club Brujas                | 29          | 0     |
| 2000-2002 | Goldi S. C.                | 20          | 0     |
| 2002-2003 | APO Akratitos              | 17          | 0     |
| 2003-2004 | Al-Ittihad Alexandria Club | 16          | 0     |
| 2004-2005 | Al-Masry                   | 27          | 0     |
| 2005-2006 | Al-Ahly                    | 2           | 0     |
| 2007-2008 | ENPPI Club                 | 4           | 0     |

### Selección nacional
Jugó para Egipto en 104 ocasiones, su primer partido lo jugó el 20 de noviembre de 1992 en el empate 1-1 ante Kuwait en un partido amistoso en El Cairo y su retiro internacional fue el 19 de junio de 2005 en la derrota por 0-2 ante Costa de Marfil en Abiyán por la clasificación de CAF para la Copa Mundial de Fútbol de 2006.
Participó en los Juegos Olímpicos de Barcelona 1992, la Copa FIFA Confederaciones 1999 y en cinco ediciones de la Copa Africana de Naciones, donde fue campeón en la edición de 1998 y fue seleccionado en dos ocasiones en el equipo ideal del torneo y dos veces elegido como mejor portero.

## Logros

### Club
- Liga Premier de Egipto (3): 1991-92, 1992-93, 2005-06

- Copa de Egipto (1): 2005-06

- Supercopa de Egipto (1): 2005-06

- Liga de Campeones de la CAF (4): 1993, 1996, 2005, 2006

- Supercopa de la CAF (3): 1994, 1997, 2006

- Copa Afroasiática (1): 1997

### Selección nacional
- Campeonato Juvenil Africano (1): 1991
- Juegos Panarábicos (1): 1992

- Copa de Naciones Árabe (1): 1992

- Copa Africana de Naciones (1): 1998

### Individual
- Mejor portero de la Copa Africana de Naciones en 1998 & 2000.
- Mejor portero del Campeonato Juvenil Africano de 1991.
- Mejor portero árabe en 1992.
- Mejor portero egipcio de 1992 a 1998.
- Equipo ideal de la Copa Africana de Naciones en 1998 y 2000.